# Улица Терешковой (Балашиха)
У́лица Терешко́вой — улица в городе Балашиха Московской области. Названа в честь первой женщины-космонавта Валентины Владимировны Терешковой.

## Описание
Улица расположена в центральной части Балашихи, на левом берегу реки Пехорка. По расположенному неподалёку почтовому отделению этот район города носит также название Балашиха-7.
Улица Терешковой начинается от проспекта Ленина после большого подъёма к востоку от плотины на Пехорке, в районе расположенных на южной стороне проспекта старого закрытого Леоновского кладбища (прилегавшего к Пехра-Яковлевскому за шоссе Энтузиастов) и строительной площадки нового жилого комплекса «Акварели».
Отходит от проспекта на север между травматологическим пунктом (пр-т Ленина, 63) и огороженной производственной территорией (пр-т Ленина, владение 65) со зданием бывшего НИИ «Криогенмаш».
Жилая застройка была осуществлена комплексно только по левой, западной стороне улицы. В конце квартала к улице Терешковой с юго-запада примыкает улица Быковского, и как её продолжение, с востока — проезд Трудовых Резервов.
После перекрёстка за АЗС улица идёт в виде проезда вдоль линии эпектропередачи и гаражей ГСК «Ракета-2» под ней. При этом с запада и востока примыкают лесные массивы Озёрного лесопарка.
Далее проезд вместе с трассой ЛЭП поворачивает на северо-восток, при этом по правой стороне продолжается лесной массив, а слева начинаются складские территории. Последний участок довольно спорно отображается в различных источниках: и как конец улицы Терешковой до пересечения с улицей Текстильщиков, и как продолжение улицы 40 лет Победы, которая составляет с ней одну линию. Въезды же на склады и базы со стороны проезда обозначены по улице Текстильщиков (владения 8 и 18).
Нумерация домов от проспекта Ленина нечётная (по западной стороне улицы).

## Здания и сооружения
- № 1 — жилой дом (10 этаж., 2 под.; кирпичн.)
- № 3, № 5 — жилые дома (5 этаж., 4 под., 80 кварт.; кирпичн.)
- № 7 — ООО «ДомПлюс» (2 эт.)
- № 9 — музыкальная школа (2 эт.; кирпичн.)
- № 11 — Спорт-бар (2 эт.)
- № 13, № 15, № 17 — жилые дома (5 этаж., 4 под., 80 кварт.; кирпичн.)
- № 19 — АЗС «Сатурн 21 век»
- № 21 — ОВИР (Отдел паспортно-визовой службы УВД Балашихинского района); Отдел УФМС России по Московской области в Балашихинском районе[1]